# Kézápolás

## Hogyan ápoljuk kezünket?
Sok ember, különösen a háziasszonyok és a kétkezi munkások számára a kéz a test leginkább megdolgoztatott és ugyanakkor a legmostohábban kezelt része. Mindenféle sanyarú körülménynek van kitéve: időjárási és hőmérsékleti hatásoknak, gyakori benedvesedésnek, vegyszerek durva támadásának és különböző sérüléseknek, majd az ezeket követő gyulladások veszélyeinek. Ennek ellenére sokan teljesen elfelejtkeznek a kéz ápolásáról, ami ahhoz vezet, hogy kézbőrünk eldurvul, kirepedezik, körmeink pedig berepedeznek.

## Kirepedezett kéz
Mindennapi higiénés okokból a kéznek tisztának és baktériummentesnek kell lennie. Másrészt a víz és a szappan állandó használata (és főleg a mosogatóvízben levő tisztítószerek) megrongálhatják a bőr felhámját, és erőteljes hámlást, valamint a bőr kirepedezését okozhatják. Vannak olyan bőrtípusok, amelyek hajlamosabbak a kiszáradásra és kirepedezésre. A problémát csak súlyosbítja a hideg időjárás és az elégtelen szárítás.
Amikor kezet mosunk, használjunk langyos vizet és egyszerű szappanokat. Bőségesen használjuk a szappant, és mosás után a kezet alaposan öblítsük le. Száraz törülköző segítségével gondosan szárítsuk meg a kezet, az ujjak közét se hagyjuk nedvesen. Mosás előtt a gyűrűket le kell húzni, mert alattuk szappan maradhat, amely izgathatja a bőrt. A klórnak és egyéb konyhai vegyszereknek erősen kitett kezek súlyosan kirepedezhetnek. E kémiai szereket ne használjuk nagyobb töménységben, mint ahogy a gyártó javasolja. 
A csupasz kezet soha nem szabad kitenni spiritusz, terpentin, benzin vagy száraztisztító folyadékok közvetlen hatásának. 
A kéz védelmében hordjunk gumikesztűt (egyes emberek allergiásak erre, különösen ha ekcémájuk is van). Ha gumikesztyűben mosogatunk, ne viseljük a kesztyűt 10-15 percnél tovább, mert a kéz izzadságától benedvesedhet. Ha a kesztyű belsejébe víz, szappan vagytisztítószer kerül, azonnal húzzuk le, és ne vegyük fel, mielőtt púderes beszórással ki nem szárítottuk a belsejét. Bár a piszkos munkáknál szerencsés védőkesztyűt hordanunk, de sok munkát kesztyűben lehetetlen elvégezni. Ebben az esetben munkakezdés előtt kenjük be a kezünket védőkrémmel.

## Ekcéma
Egyes különleges esetekben a bőr kirepedezése ekcéma kialakulásához vagy bőrgyulladáshoz vezethet. Ekcéma fordulhat elő olyan embereknél is, akik bizonyos anyagokra allergiásak. Az ekcémát orvossal vagy bőrgyógyásszal kell kezeltetni, és a betegnek is tevőlegesen részt kell venni a kezelésben azzal, hogy pontosan betartja az előírásokat.

## A kézápolás eszközei
- Szarurúd
  - A rúd egyik vége gumiból van, ez a körömre ránőtt bőr lesimítására szolgál, a másikoldal pedig a tisztítására
- Csiszolólap
  - A körmöt határozott, felfelé irányulómozdulatokkal reszelhetjük le, és adhatunk neki formát
- Körömpolírozó
  - A köröm lesimításához használjuk, élénk egyirányú mozdulatokkal